# Монастырь Гнаденберг
Монастырь Гнаденберг (нем. Kloster Gnadenberg) — бывший женский монастырь ордена Святого Спасителя, руины которого располагаются на территории одноимённого района баварской общины Берг-бай-Ноймаркт-ин-дер-Оберпфальц (Верхний Пфальц); относился к епархии Эйхштетт; обитель, ставшая первым монастырём ордена на юге Германии, была основана в 1422 году пфальцграфом Нойбурга Иоганном и его женой Катариной; впервые распался в 1556 году.

## История и описание
Монастырь в Гнаденберге стал первой обителью бригитток на юге Германии: он был основан в 1422 году пфальцграфом Нойбурга Иоганном и его женой Катариной, дочерью герцога Вратислава VII из Померании, в месте известном в то время как Эйхельберг. Катарина знала орден, поскольку провела свою юность в Швеции — недалеко от Вадстенского монастыря. В 1420 году Папа Римский Мартин V дал свой разрешение на строительство обители; документ об основании датируется 3 февраля 1426 года. В 1430 году первые монахи прибыли в Гнаденберг из монастыря Парадизо во Флоренцию, поскольку сама обитель проектировалась как двойной монастырь. После завершения строительства монастыря, в 1435 году, первые монахини прибыли сюда, вместе со своей игуменьей Анной Свенсон, из монастыря в Марибо.
Освящение временной церкви состоялось 15 июля 1438 года при участии епископа Айхштетта Альбрехта II. Строительство полноценной монастырской церкви было начато только в 1451 году; сам монастырь был освящен 11 июля 1451 года епископом Иоанном III. Благодаря быстрому набору молодых монахинь, датские основательницы смогли вернуться в родную обитель уже в 1438 году. Элизабет Книпантлин из Мюнхена была избрана второй аббатисой — она занимала данный пост с 1438 по 1451 год; во второй половине XV века, под руководством игуменьи Элизабет Фолькенсталлер (1451—1471), Гнаденберг превратился в ведущий монастырь ордена.
Монастырская церковь была возведена согласно правилам ордена и покрыта крышей в 1477—1479 годах. Все строители были родом из Нюрнберга, включая мастера Якоба Гримма, отвечавшего за чертежи и управление строительством, мастера Евхария Гасснера, работавшего по дереву, и мастера Ганса Фроммиллера, руководившего возведением сводов; Альбрехт Дюрер участвовал в проектировании «сложной» церковной крыши. Монастырь, чьи жилые постройки находились по обе стороны от церкви, получил широкую поддержку со стороны семей среднего класса из соседнего имперского города Нюрнберг; дочери из таких семей часто становились здесь монахинями. Среди таких семей была и аристократическая семья Фюрер фон Хаймендорф — так в XVI веке игуменьей стала Барбары Фюрер.
Когда в 1524 году в Нюрнберге прошла Реформация, монастырь оказался в тяжёлом положении; в 1556 году при курфюрсте Пфальца Отто Генрихе монастырь постепенно распался; последней настоятельницей стала Урсула Бреунина (1533—1558). Имущество монастыря было секуляризировано в 1563 году, а формальный роспуск произошёл в 1570. С 1577 года имущество монастыря продавалось или передавалось в частное (феодальное) владение. В ходе Тридцатилетней войны, 23 апреля 1635 года, шведские войска сожгли церковь и части бывшего монастыря; с тех пор Гнаденберг является руинами.
В 1671 году монастырь был передам ордену визитанток, которые прибыли сюда из своего первого немецкого отделения — обители Святой Анны в Мюнхене, но не восстановили церковь. С секуляризацией в Баварии, произошедшей в начале XIX века, данным монастырь-преемник также был распущен. После этого монастырские земли и сами руины находились в частной собственности, пока не были в 1898 году приобретены Баварией.